# Muséum d'Histoire naturelle de Tours
Pour les articles homonymes, voir Muséum d'histoire naturelle.
Le Muséum d'Histoire naturelle de Tours est un musée d'histoire naturelle français situé dans la ville de Tours, dans le département d'Indre-et-Loire, en région Centre-Val de Loire.
Après la disparation du premier Muséum de Tours lors du bombardement de 1940, le nouveau Muséum a ouvert ses portes en 1989 au 3, rue du Président Merville.
Il se compose d’un espace réservé aux expositions temporaires, d’un vivarium, d’une salle présentant les collections d’histoire naturelle et d’une bibliothèque.

## Le premier Muséum de Tours

### Le bâtiment
Au cours du XVIIIe siècle, des travaux d’urbanisme font apparaître un nouvel axe principal à Tours : l’avenue de la Tranchée et le pont Wilson sont créés et la rue Nationale et l’avenue de Grammont sont percées (leurs noms étaient alors différents). Ces chantiers remplacent l’axe historique Est-Ouest (actuelles rue du Commerce et rue Colbert) par un axe Nord-Sud qui transforme le visage de la ville.
L’entrée principale de Tours devient à cette période la place Neuve (qui deviendra ensuite place des Arts puis place Anatole France). Afin de créer une symétrie, l’architecte Cadet de Limay réalisa, de part et d’autre du nouvel axe, deux bâtiments néoclassiques : l’hôtel de ville à l’Ouest, (achevé en 1786) et un bâtiment jumeau à l’Est (achevé en 1828). Ce dernier bâtiment comprenait le Musée des Beaux-Arts, ouvert au public en 1828, et au deuxième étage le Muséum d’Histoire naturelle, ouvert au public en 1853.
En 1925, le Guide Diamant écrit : « l'édifice qui fait pendant à la bibliothèque à l'Est renferme l'école des beaux-arts et le musée d'histoire naturelle. Au fronton la Peinture et la Sculpture encadrent l'horloge, au-dessous les bas-reliefs représentent l'Astronomie et l'Architecture. le musée est ouvert dimanche et jeudi de midi à 16 h ; visible tous les jours pour les étrangers, de 13 h à 16 h excepté le lundi ; pourboire.[...]2e étage les collections d'histoire naturelle comprennent six salles riches en oiseaux et en minéraux. ».
En 1937, Georges Monmarché écrit dans le Guide bleu : « l'édifice qui fait pendant à la bibliothèque, à l'Est, construit sur le même modèle en 1828, abrite l'école des beaux-arts et le musée d'histoire naturelle, au deuxième étage, comprenant six salles riches en oiseaux et en minéraux, le squelette d'un éléphant, etc. ».

### Les locaux
En 1897, la municipalité est alertée sur le mauvais état du muséum.
En août 1924, un courrier fait état d'une tempête qui a frappé la ville. De l'eau est entrée dans le muséum et a inondé les parquets. Aucun document n'a été retrouvé qui relate les suites données à cette inondation et les travaux qui auraient été réalisés.
La même année, un courrier du conservateur Georges Lucat fait état de problèmes aux fenêtres et des plafonds qui tombent en ruines. À cette occasion, on apprend que le bâtiment à l'arrière du muséum, abrite le cabinet de monsieur Lucat.
Avant son bombardement, le muséum comprenait 8 salles pour une superficie de 500 m2 au total. D'après les différentes informations, les salles de présentation des collections étaient sur deux étages et au-dessus il y avait les réserves. Les collections étaient réparties de la façon suivante : 
- la salle des invertébrés dite salle Jolivet,
- la salle des mammifères,
- la salle des oiseaux ou grande salle,
- la salle des oiseaux ou petite salle,
- la salle des vertébrés inférieur ou salle de la tortue,
- la salle de pétrographie et de paléontologie ou salle de géologie,
- les réserves,
- bureau et bibliothèque.

### Les anciennes collections
La première moitié du XIXe siècle est marquée par le faste grâce à l'intérêt du maire monsieur Walvein et à la présence de savants naturalistes à sa tête, comme Félix Dujardin et monsieur Delaunay.
Il n'existe pas dans les documents retrouvés sur l'ancien muséum de récolement, ni d'inventaire des collections. Les informations sont éparses. Il a fallu les recouper et les regrouper afin de se faire une idée, même partielle des collections que possédait le muséum détruit en 1940.
Raymond Garestier, conservateur du muséum, dans son rapport rédigé en 1954, précise que « le registre d'inventaire des collections à couverture toile noire était dans le tiroir de droite du bureau » au moment de la destruction.
D'après les recherches effectuées par Gérard Cordier, dont nous n'avons pas les sources, le muséum dans la première partie du XIXe siècle, avait : 
- 21 armoires consacrées à la minéralogie,
- 23 pour la paléontologie et la zoologie,
- une pour la botanique,
- 2 pour les dons en instance,
- et deux grandes vitrines pour les coquilles vivantes et les fossiles.

En 1829, le cabinet de minéralogie est acquis pour 999,80 francs et agrandi plus tard pour 1 042,80 francs. En 1837, la Ville de Tours a dépensé 500 francs pour la confection de 10 000 étiquettes affectées à autant d'échantillons minéraux. Leur classement fut fait par monsieur Delaunay, ingénieur des mines qui vint de Paris pour accomplir le travail de détermination.

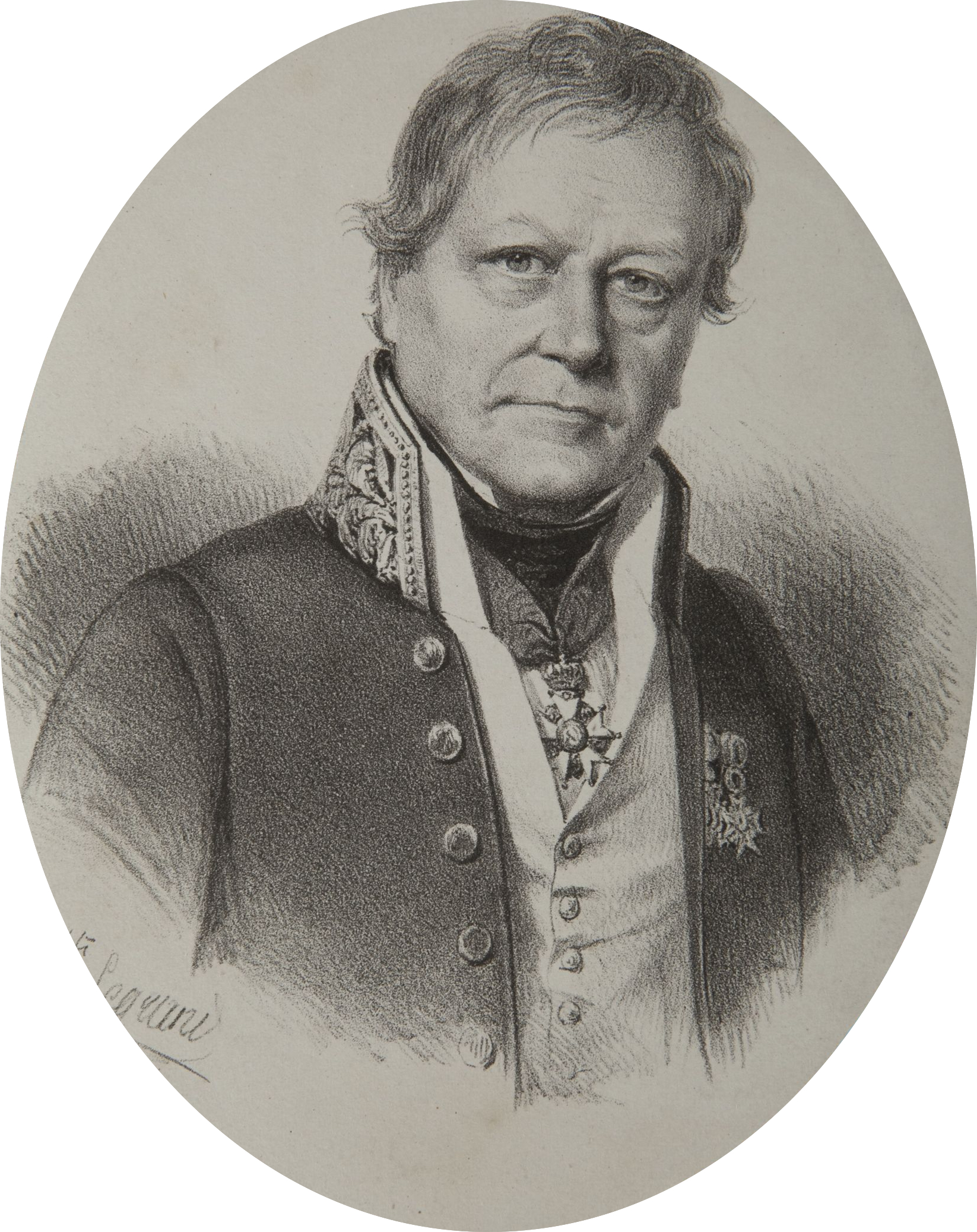
Paul Étienne de Villiers du Terrage

Le maire Ernest Mame engage en 1852 le vicomte de Villiers du Terrage pour nettoyer, trier, ordonner les collections du musée d'histoire naturelle. Le conservateur, monsieur Delaunay, est alors trop âgé et malade pour l'aider. Le vicomte a écrit une notice dans laquelle il précise « sans être riche en échantillons d'une haute valeur, ce qui ne convient qu'aux grandes capitales, et ce qui est tout à fait inutile pour l'étude, ce musée, grâce à la libéralité de quelques bons citoyens, et notamment de messieurs Louyrette et Duvau ce musée, dis-je, renferme toutefois des ressources plus que suffisantes pour initier aux éléments de l'histoire naturelle un amateur doué d'un esprit attentif et studieux. »
Les collections du muséum, au début du XXe siècle sont composées de : coquillages, lamellibranches, gastéropodes, céphalopodes, eschinodermes, cœlentérés, spongiaires, un lionceau, deux lionnes, une panthère... Raymond Garestier souligne également que monsieur Guéron, naturaliste, avait préparé une trentaine de panneaux de 20 × 30 cm, recouverts d'andrinople, et portant des échantillons de préhistoire. Chaque panneau comportait une trentaine d'échantillons.

### Legs et dons
Le conservateur Delaunay rédige un rapport en 1836 dans lequel il écrit que le muséum s'est enrichi de 1 200 échantillons de minéraux, de fossiles, de peaux d'oiseaux et roches. Par contre, il n'est à aucun moment précisé si l'acquisition de ces collections résulte d'un don, d'un achat, d'un legs...
Dans les années 1830, le don Dariau est mentionné. Il concerne un sarcophage égyptien. Mais il est malheureusement impossible de savoir si d'autres pièces sont concernées par cette donation.
En 1865, le muséum reçoit deux dons, un de monsieur et madame Combes et un de monsieur Ollivier d'Angers qui se composent de 36 oiseaux, 2 mammifères et 4 reptiles.
En 1866, le docteur Armel Gripouilleau donne ses collections anatomiques, notamment un fœtus de monstre dérencéphale.
En 1874, le général Régis de Trobriand, de l'armée des États-Unis, fait don de 28 curiosités indiennes. Cet artistocrate-libéral français s'est engagé dans la guerre de Sécession pour servir la cause de l'abolitionnisme dans l'armée du Potomac. Outre ses mémoires qu'il a écrit à son retour, il a également rapporté une riche collection ethnologique.
En 1877, Auguste Jolivet place, au muséum, les produits de ses recherches préhistoriques dans la région de Preuilly et Bossay-sur-Claise.
En 1885, le legs de Victor Hubert permet au muséum de s'enrichir d'une collection de coquillages. La même année, le musée reçoit un don d'une soixantaine de pièces très variées qui semblent toutes provenir d'Amérique du Sud. Un autre don est enregistré, celui de monsieur Bodait qui offre « de grands formats de minéraux ».
En 1887, Jules Dubois, résidant au Pérou, fait don au muséum, par l'entremise de monsieur Pincemin d'une momie inca du Pérou et d'une caisse de 82 oiseaux dont la moitié sont en mauvais état.
En 1910, la veuve Delataille à Tours fait don de la collection de papillons de son fils qui est décédé. Le conservateur Landais l'accepte afin de renouveler celle du muséum qui est abîmée.
Le 10 juillet 1915, un don est fait au nom du lieutenant-colonel Maury, qui a été tué le 26 octobre 1914.
Des témoignages font état, entre 1934 et 1938, d'un écorché d'enfant visible dans les collections du muséum. D'après les indications, il s'agirait « d'un authentique, préparé par l'école de médecine ». Sur la même période, le muséum présentait aux visiteurs un grand arbre généalogique des vertébrés constitué avec des squelettes.
D'après un article de Gérard Cordier, chercheur au CNRS, aucune collection n'a pu être sauvée du bombardement de 1940. Raymond Garestier rédige un rapport en 1954, dans lequel il évalue les collections détruites à 2 500 000 francs (valeur de 1934).

### Le bombardement de Tours de 1940
Le mercredi 19 juin 1940 à 4 h 30, des pièces d'artillerie de la Wehrmacht pilonnent, depuis les coteaux de Saint-Cyr et de Saint-Symphorien, la bibliothèque et le muséum de Tours. Seule la façade nord de la bibliothèque émerge des ruines.
Claude Morin, dans son ouvrage La Touraine sous les bombes, apporte des précisions sur la protection des œuvres : « Des mesures de sauvegarde du patrimoine artistique et culturel de la Touraine sont prises. Les vitraux de la cathédrale sont démontés par des spécialistes et les porches sont protégés par des sacs de sable. Une partie des collections du musée des beaux-arts est transportée dans des caves à Vouvray avec l'aide des employés de la DP. Mais la bibliothèque municipale de Tours ne bénéficie guère d'égards. » D'après ces informations, il semble que le cas du muséum soit identique à celui de la bibliothèque en ce qui concerne l'absence de protection des œuvres. Le conservateur Raymond Garestier était d'ailleurs sur le front au moment du bombardement.
Les bombes tombent sur le muséum le 18 juin. Il est mentionné qu'« avec le muséum d'histoire naturelle commence le quartier pratiquement totalement sinistré qui englobe la bibliothèque municipale, la partie sud de la rue Banchereau et va jusqu'aux rues Néricault-Destouches et Émile-Zola au nord. »
Le muséum est totalement détruit lors de ce bombardement et l'incendie qui s'ensuit. « D'autre part, il ne restait rien des collections du musée d'histoire naturelle installées dans le bâtiment qui faisait pendant de celui de la bibliothèque de l'autre côté de la rue Nationale et qui avait entièrement brûlé. »
Il existe peu de sources qui parle du muséum après sa destruction. Sébastien Chevereau mentionne simplement qu'« après le sinistre de juin 1940, le muséum fut réinstallé provisoirement dans les bâtiments du jardin botanique. ».

### Les dommages de guerre
Le 9 octobre 1950, le ministère de la Reconstruction et de l'Urbanisme agrée Raymond Garestier en qualité de « technicien » pour la reconstruction des mobiliers, collections et livres sinistrés du muséum d'histoire naturelle.
En 1954, Raymond Garestier rédige un rapport sur l'ancien muséum. Il évalue à 90 000 francs les collections acquises, 175 000 francs les collections acquises par naturalisation. Mais il précise que le coût réel des collections perdues serait exorbitant si l'on rajoutait des pièces impossibles à chiffrer comme le squelette de l'éléphant Fritz.
D'après le conseil municipal du 23 mars 1970, les dommages de guerre pour la reconstruction du muséum s'élève à 589 353 francs. Plusieurs courriers font état de tentatives du musée des beaux-arts et de la bibliothèque municipale pour récupérer les dommages de guerre alloués au muséum.

## Le nouveau Muséum de Tours
En 1982, la mairie achète l'ancien présidial au 3, rue du Président Merville. Dans les années suivantes, jusqu'en 1988 la Ville réhabilite le bâtiment.
En 1989, le conservateur Pierre Watelet est recruté. La même année, en novembre, c'est la première ouverture au public avec l'exposition temporaire « Espace gaz ».
En 1990 et 1991, les travaux se poursuivent avec la construction des réserves, l'aménagement de la bibliothèque, l'atelier et le laboratoire photographique.
Aujourd'hui le muséum présente au public des expositions temporaires au rez-de-chaussée, une exposition permanente sur les animaux naturalisés de Touraine et des différents continents ainsi qu'une exposition permanente sur la géologie. La bibliothèque est accessible à tous, même sans visiter le muséum, au troisième étage.

### Les projets
Plusieurs projets sont proposés avant celui qui fera l'implantation du nouveau muséum rue du Président Merville.
- 1950- 1956 : projet d'implantation au jardin botanique
- 1957 : projet d'implantation place Desmoulins à l'école des sciences
- 1957-1958 : projet d'implantation à Grandmont avec la faculté de sciences
- 1968-1969 : projet d'implantation rue Étienne Pallu
- 1975-1976 : projet d'implantation au logis de Mars, château de Tours

### Exposition temporaire
Au rez-de-chaussée se situent l’accueil, la boutique et la salle d’exposition temporaire.
Le Muséum de Tours présente du 3 août 2024 au 21 septembre 2025 une exposition intitulée Au fil de l'eau, la faune aquatique de Touraine.

### Vivarium
Depuis 2007, le premier étage du Muséum accueille un vivarium. Sur près de 200 m2, serpents, lézards, tortues, poissons, amphibiens ou encore arthropodes sont visibles dans des biotopes reconstitués.
La grande majorité des animaux est issue de la fourrière départementale. Il s’agit donc d’animaux retrouvés sur la voie publique ou saisis par les autorités. S’ils ne sont pas récupérés par leurs propriétaires, ces animaux sont acquis définitivement par la Ville de Tours. Ils sont ensuite présentés au public, avec la volonté de sensibiliser sur la détention de ce type d’animaux.

### Collections d'histoire naturelle
Située au deuxième étage, l’exposition permanente est consacrée aux collections d’histoire naturelle. De nombreux animaux naturalisés y sont présentés, des arthropodes aux mammifères parmi lesquels d'anciens pensionnaires du Jardin botanique de Tours : Bobby le phoque et les ours Willy et Sophie. Les animaux sont disposés en respectant la classification phylogénétique afin de permettre aux plus jeunes de reconnaître les grandes familles et les espèces.
Cette exposition met également à l’honneur l’histoire naturelle de la Touraine, avec la présentation de stratigraphies originaires de la région. Un espace est consacré à la présentation de roches de France.

### Bibliothèque
Le troisième étage est occupé par la bibliothèque dont l’accès est gratuit. Cet espace consacré aux sciences naturelles accueille 4000 ouvrages, l’abonnement à une quarantaine de revues et un coin jeunesse. Des jeux sont également proposés. Les documents sont consultables sur place mais peuvent également être empruntés par les lecteurs.

### Fréquentation
| 2001   | 2002   | 2003   | 2004   | 2005   | 2006   | 2007   | 2008   | 2009   | 2010   | 2011   | 2012   | 2013   | 2014   | 2015   | 2016   |
| ------ | ------ | ------ | ------ | ------ | ------ | ------ | ------ | ------ | ------ | ------ | ------ | ------ | ------ | ------ | ------ |
| 21 664 | 19 884 | 23 351 | 20 756 | 17 532 | 12 850 | 17 670 | 24 291 | 26 215 | 25 384 | 30 064 | 22 974 | 26 670 | 31 925 | 43 421 | 29 309 |

## Direction
- Félix Dujardin
- Daniel-Gervais Delaunay
- 1883-1912 : Alexandre Landais
- 1912-1938 : Georges Lucat
- 1938- : Raymond Garestier
- 1989- : Pierre Watelet
- Didier Lastu

## Sources
- Archives municipales : 2R254, 4M691, 4M740, 1135W10, 983W9
- Article de Gérard Cordier
- Abbé Chevalier, Promenades pittoresques en Touraine, Mame, 1869
- Émile Aron, Tours en 1880 : mémoire d'une ville, CLD, 1981
- Nathalie Benâtre, Un musée de province au XVIIIe siècle, maîtrise d'histoire, 1988
- Nathalie Bisson, Rue Nationale, 1988
- Jean Chédaille, Mémoire d'une ville : Tours sous les bombardements, Éditions CMD, 1997
- Sébastien Chevereau, Tours reconstruit : des bombardements à la renaissance, Alan Sutton, 2003
- Hervé Chirault et Aude Lévrier, Tours de A à Z, Éditions Alan Sutton, 2006
- Giraudet, Histoire de la ville de Tours, Éditions culture et civilisation, 1976
- Guides Diamant, « Tours-Amboise-Chenonceaux-Loches-Chinon-Langeais », Hachette, 1925
- Jeannine Labussière et Élisabeth Prat, Tours, cité meurtrie juin 1940, CLD, 1991
- Brigitte Lucas, Tours : mémoire en images, Tomes 1 et 2, 1996-1998
- Patrick Prieur, Tours de rues, Tome 1, Éditions Vinarelles, 2005
- Prosper Suzanne, Tours pittoresque, 1898
- Vicomte de Villiers du Terrage, Notice sur le musée d'histoire naturelle
- Robert Vivier, La Touraine artistique, Collections Deslis, 1926
- Daniel Schweitz, « L’incendie de la Bibliothèque de Tours (juin 1940) », Mémoires de l’Académie des sciences, arts et belles-lettres de Touraine, 22, 2009, p. 183-202.